# Wałowice (Lublin)
Pour les articles homonymes, voir Wałowice.
Wałowice (prononciation [vawɔˈvit͡sɛ]) est un village de la gmina de Józefów nad Wisłą du powiat d'Opole Lubelskie dans la voïvodie de Lublin, située dans l'est de la Pologne.

## Description
Il se situe à environ 21 kilomètres au sud-ouest d'Opole Lubelskie (siège du powiat) et 59 kilomètres au sud-ouest de Lublin (capitale de la voïvodie).

## Histoire
De 1975 à 1998, la ville est attachée administrativement à l'ancienne Lublin.

Depuis 1999, elle fait partie de la nouvelle voïvodie de Lublin.